# Engie Benjy
Engie Benjy est une série télévisée britannique d'animation en stop-motion en 52 épisodes de 10 minutes créée par Bridget Appleby, produite par Cosgrove Hall Films et diffusée du 4 septembre 2002 au 29 novembre 2004 sur CITV.
En France, la série a été diffusée sur France 5 dans Debout les Zouzous, Midi les Zouzous et Bonsoir les Zouzous puis sur Piwi, et au Québec à partir du 9 janvier 2005 à Télé-Québec.

## Synopsis
Engie Benjy est un garagiste toujours prêt à aider ses amis. Dans leur monde, tout peut arriver : les avions peuvent partir pour aller faire la fête, des bateaux peuvent avoir peur de l'eau... Dans tous les cas, Engie sera toujours là quand il faut !

## Distribution

### Voix originales
- Declan Donnelly : Benjy
- Anthony McPartlin : Jollop
- Les Dennis : l'astronaute Al
- Teresa Gallagher : Dottie
- David Holt

### Voix françaises
- David Scarpuzza : Benjy
- Ioanna Gkizas : Mo
- Christophe Hespel : Troy
- Arnaud Léonard
- Peppino Capotondi
- Nicolas Dubois

- Version française
  - Studio de doublage : Made in Europe [2]
  - Direction artistique : Marie-Line Landerwijn
  - Adaptation : Aziza Hellal et Laurent Gordon